# Terminografía
La Terminografía, también conocida como 'gestión terminológica', 'trabajo terminográfico' o 'práctica terminológica', es la rama aplicada de la Terminología que se ocupa de la investigación y de la elaboración de instrumentos terminológicos, como son los diccionarios especializados, glosarios, bases de datos terminológicas, bases de conocimiento terminológico, etc. Si bien en el caso de la Lexicología/Lexicografía existe una tónica general a la hora de utilizar los sufijos -logía y -grafía para la propuesta teórica y la puesta en práctica, respectivamente, en el caso de la Terminología/Terminografía no ocurre lo mismo.